# Бяла (приток Вислы)
Бяла (пол. Biała) — река в южной части Польши, правый приток Вислы. Длина — 28 км. Площадь — 139 км².

## География
Источниками реки являются ручьи, сливающиеся с хребтов Силезских Бескидов: Климчока, Шиндзельни и Магуры на высоте 800 метров над уровнем моря.
Река плывёт через Силезскую возвышенность и впадает в Вислу у города Чеховице-Дзедзице, на уровне 242 метра над уровнем моря.
В нижней части долины, существуют несколько комплексов прудов в Бельско-Бялой и Бествине.
Питание снеговое, дождевое, грунтовое.
Главные притоки: Ольшувка, Страцёнка, Нивка, Кжива и Кромпарек.
Населённые пункты на реке: Быстра, Бельско-Бяла, Бествина, Канюв, Чеховице-Дзедзице.

## Пограничная река
В течение многих веков Бяла была пограничной рекой, разделяющей соседние народы, приходы, страны. Бяла отделяет исторические территории Силезии от Малой Польши.
Являлась границей между диоцезами римской католической церкви. Сначала между Вроцлавской и Краковской архиепархиями, а с 1783 года — Тарновской епархии.
С 1316 года являлась государственной границей. Сначала между силезскими княжествами Тешинским (с 1572 года выделившимся из него Бельским княжеством) и Освенцимским. После присоединения последнего к Польше в 1456 году — между землями Речи Посполитой и землями Чешской короны. После разделов Польши, с 1772 года, разделяла провинции Габсбургской империи — Королевство Галиции и Лодомерии, и Австрийскую Силезию.
В период Второй Речи Посполитой, являлась частью границы между Автономным Силезским воеводством и Краковским воеводством.
До объединения городов Бяла Краковска и Бельско в 1951 году, разделяла их друг от друга.